# Carol Thurston

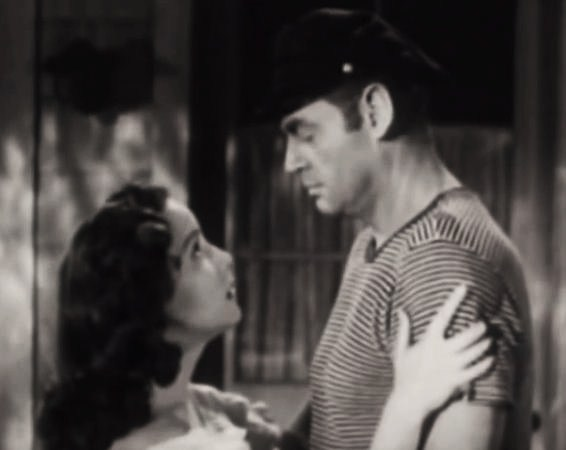
Carol Thurston z Johnny Weissmullerem, tańczy w filmie Swamp Fire (1946)

Carol Thurston, właśc. Betty Lou Thurston (ur. 27 września 1920 w Valley City, zm. 31 grudnia 1969 w Hollywood) – amerykańska aktorka filmowa i telewizyjna, wystąpiła w roli Emmy Clanton w ośmiu odcinkach (1959–1961) westernowego serialu telewizyjnego Życie i legenda Wyatta Earpa, z Hugh O’Brianem w roli tytułowej.

## Lata młodości
Urodziła się w Dakocie Północnej w rodzinie pochodzenia irlandzkiego: Harvey E. Thurston i Marie z domu O’Loughlin. Do 1930 r. mieszkała z rodziną w Forsyth w hrabstwie Rosebud w południowo - wschodniej Montanie.
Zanim skończyła dwanaście lat, zaczęła pracować w wiejskim teatrze repertuarowym swojego ojca. Państwo Thurstons przeprowadzili się do Billings w Montanie, gdzie działała w Billings Civic Theatre i ukończyła Billings High School. W 1942 roku przeprowadziła się z rodziną do Hollywood, gdzie jej ojciec rozpoczął pracę w Lockheed Aircraft.

## Kariera filmowa
Carol Thurston często występowała w roli egzotycznych dziewcząt. Zadebiutowała w filmie w 1944 roku, kiedy Louella Parsons poinformowała, że Carol Thurston została wybrana przez kilku innych aktorów i przez reżysera Cecila B. De Mille’a aby zagrała indonezyjską dziewczynę „Tremartini” w „ Historii doktora Wassella.
Pojawiła się w ośmiu innych filmach w latach 40., w tym w rolach Rosy w thrillerze szpiegowskim, Konspiratorzy, Siu-Mei w China Sky autorstwa Pearl S. Buck, Toni Rosseau w Swamp Fire, Carmelity Mendozy w Klejnotach Brandenburgii, Narany w Polowaniu na Arktykę 1949 i Watony w Apache Chief.
Carol Thurston obsadziła role w kilku innych filmach z lat 50., takich jak Saranna Koonuk w Arktycznym locie i Turquoise w Flaming Feather (oba w 1952), a także jako Shari w Killer Ape i Terua, żona wodza Apaczów Cochise w Podbój Cochise (oba filmy 1953). W 1954 roku wystąpiła w rolach: jako Żółty kwiat w Yukon Vengeance, w 1955 roku jako matka w Perle Południowego Pacyfiku i w 1956 roku jako Balhadi w Kobiety z wyspy Pitcairn.
Jednak w połowie lat 50. zaangażowała się przede wszystkim w nowym medium – telewizji.

## Telewizja
W latach 1949–1950 wystąpiła w dwóch odcinkach, „Finders Keepers” i „Masked Deputy”, we wczesnym westernowym serialu telewizyjnym The Lone Ranger, w którym wystąpił także Clayton Moore.
W latach 1952–1953 występowała w sześciu odcinkach w różnych rolach innego westernowego serialu „Przygody Kita Carsona”. W 1954 roku wystąpiła z Angie Dickinson i Lane Bradfordem w odcinku „Sequoia” w telewizyjnym serialu Dni Doliny Śmierci, westernowego serialu antologii, a następnie prowadzonego przez Stanleya Andrewsa. W latach 1955–1956 wystąpiła jako pani Cora McGill w „Paper Gunman” i jako Annie Brayer w „The Salt War” z innego westernowego serialu antologii Frontier, który był emitowany w NBC.
Wystąpiła gościnnie w latach 50. w takich serialach jak Sky King, Soldiers of Fortune, The Rough Riders, 26 Men, Behind Closed Doors, Highway Patrol, Westinghouse Desilu Playhouse i The Man and the Challenge. Dwukrotnie została obsadzona razem z Richardem Boone, w serialu Have Gun – Will Travel, a raz w serialu Rawhide telewizji CBS 's jako Waneea w odcinku z 1959 roku „Incident of the Power and the Plough”.

### Jako Emma Clanton
Grała córkę Newmana Haynesa Clantona lub Old Man Clanton, a podczas gdy prawdziwy Clanton, banita ranczer w pobliżu Tombstone na Arizona Territory, miał dwie córki, żadna z nich nie miała imienia „Emma”, ale miały imiona Mary Elise i Ester Ann.
W dwóch wcześniejszych odcinkach „Życie i legenda Wyatta Earpa” z 1959 roku rolę Emmy Clanton zagrała Lyn Guild(1922–1995).
Emma Clanton z serialu interesowała się romantycznie marszałkiem Earpem, a w sezonie, w którym się pojawiła, podobnie jak właścicielka hotelu Nellie Cashman, grana przez Randy Stuart. W większości wątków Earp wydawał się nieświadomy obu młodych kobiet, ale uprzejmy i pełen szacunku dla każdej. Biorąc pod uwagę strzelaninę w O.K. Corral 26 października 1881 r., Prawdziwa Emma Clanton mogła uważać Earpa za rodzinną przeszkodę, podobnie jak historyczni bracia Billy i Ike Clanton.
Jej występy w roli Emmy Clanton obejmują filmy:
- „Lineup for Battle[40]” (29 września 1959)
- „The Nugget and the Epitaph[41]” (6 października 1959)
- „You Can't Fight City Hall[42]” (20 października 1959)
- „Wyatt Wins One[43]” (10 listopada 1959)
- „The Noble Outlaws[44]” (24 listopada 1959)
- „The Clantons' Family Row[45]” (8 grudnia 1959)
- „The Salvation of Emma Clanton[46]”, Emma apeluje do Nellie Cashman i Marshal Earp, aby powstrzymać jej ojca przed wydaniem jej za Gringo Hawkby (Sam Gilman[47]), partnera biznesowego Clantona i znanego banity. (5 kwietnia 1960 r.)
- „Clanton and Cupid[48]” (21 marca 1961).

Carol Thurston wystąpiła także w różnych rolach w czterech wcześniejszych epizodach cyklu „Życia i legendy Wyatta Earpa”, zanim dostała rolę Emmy Clanton. W jednym z tych epizodów, „Old Jake” (9 kwietnia 1957), Carol Thurston zagrała panią Cafferty, zrozpaczoną żonę żołnierza, który w odcinku zostaje zabity przez łowcę bawołów, Jake Castera (Francis McDonald), ponieważ żołnierz uczestniczył w masakrze nad Sand Creek, w której zamordowano indyjską żonę i syna. W tym odcinku pułkownika na posterunku armii Fort Dodge grał Ewing Mitchell.
Inna rola niż w filmie Życie i legenda Wyatta Earpa, a zarazem jej ostatnia rola telewizyjna to Jenny Larson w odcinku Murder Plays it Cool w serialu kryminalnym Lock-Up, w którym wystąpił Macdonald Carey. Carol Thurston nigdy nie występowała ponownie po występie w roli żony Smitha w westernowym filmie Showdown razem z Audie Murphy.

## Życie prywatne
Carol Thurston była zamężna trzy razy. Miała córkę Amandę Lycklyn (ur. 29 lutego 1948 r.) ze swoim pierwszym mężem, Davidem S. Thayerem. Starszy o pięć lat  Thayer był pilotem handlowym i byłym podpułkownikiem Sił Powietrznych Stanów Zjednoczonych. Grał w piłkę nożną na University of Texas w Austin w Teksasie. Para pobrała się w 1947 r. w Yuma w Arizonie i rozwiodła się dwa lata później. Na początku 1954 r. Thayer rozbił przebudowany bombowiec będący własnością Fullerton Oil Company w dzielnicy mieszkalnej w Burbank w Kalifornii. Chociaż Thayer uciekł z siniakami, skaleczeniami i w szoku, człowiek śpiący w mieszkaniu w znacznej mierze zniszczonym przez płomienie doznał krytycznych oparzeń. Następnie Thayer został operatorem ropy naftowej i zmarł w swoim rodzinnym Houston w 1965 roku w wieku czterdziestu siedmiu lat.
W 1950 roku Carol Thurston i aktor Ross Elliott zaręczyli się, ustalając datę ślubu na 23 listopada. Dzień ten jednak nadszedł i nic się nie wydarzyło; niespełna trzy tygodnie później odwołano ślub. W lipcu 1956 r. Carol Thurston zawarła drugie małżeństwo; tym razem z aktorem telewizyjnym Johnem Russo (1925–2003, znanym różnie jako: John Duke, Barry Russo, JD Russo i John Duke Russo). W 1959 r. oboje rozstali się, a do lutego tego roku Carol Thurston umawiała się z aktorem Jayem Douglasem (1907-1996). Do stycznia 1960 r., pomimo faktu, że żadna ze stron nie miała jeszcze wszczętych postępowań rozwodowych, każdy z małżonków był wyraźnie zaangażowany – Russo (znany jako Duke), z aktorką Dolores Michaels; Carol Thurston, ze scenarzystą Robertem Creightonem Williamsem. Ostatecznie rozwód został sfinalizowany, a 7 lutego 1962 r. Carol Thurston i Creighton Williams wzięli ślub. Pozostali razem do śmierci Carol Thurston w wieku czterdziestu dziewięciu lat, w Sylwestra 1969 roku. Po jej śmierci powszechnie znana była plotka, że Carol Thurston popełniła samobójstwo. Jednak jej córka Amanda Thayer zakwestionowała to, twierdząc, że była świadkiem śmierci swojej matki w szpitalu w Los Angeles po tym, jak zachorowała na niewydolność serca i pozostawała ostatnie godziny życia w śpiączce. 

## Filmografia
| Rok  | Tytuł                         | Rola              | Uwagi                   |
| ---- | ----------------------------- | ----------------- | ----------------------- |
| 1944 | Historia doktora Wassella     | Tremartini        |                         |
| 1944 | Spiskowcy                     | Rosa              |                         |
| 1945 | China Sky                     | Siu-Mei           |                         |
| 1946 | Swamp Fire                    | Toni Rousseau     |                         |
| 1947 | Klejnoty Brandenburgii        | Carmelita Mendoza |                         |
| 1947 | Ostatnia runda                | Lydia Henry       |                         |
| 1948 | Pułk Łotrów                   | Li-Ho-Kay         |                         |
| 1949 | Polowanie na Arktykę          | Narana            |                         |
| 1949 | Apache Chief                  | Watona            |                         |
| 1952 | Flaming Feather               | Turkus            |                         |
| 1952 | Arktyczny lot                 | Saranna Koonuk    |                         |
| 1953 | I, the Jury(Ja ,sprawiedliwy) | Bonita            | nie wymieniona          |
| 1953 | Podbój Cochise                | Terua             |                         |
| 1953 | Killer Ape                    | Shari             |                         |
| 1954 | Yukon Vengeance               | Żółty kwiat       |                         |
| 1955 | Perła Południowego Pacyfiku   | matka             | nie wymieniona          |
| 1956 | Kobiety z wyspy Pitcairn      | Balhadi           |                         |
| 1957 | Gorąca letnia noc             | Dodie James       | nie wymieniona          |
| 1960 | Hipnotyczne oko               | Doris Scott       |                         |
| 1961 | Posse from Hell               | pani Hutchins     | nie wymieniona          |
| 1963 | Showdown                      | żona Smitha       | (ostatnia rola filmowa) |